# Darvin Chávez
Dárvin Francisco Chávez (21 de noviembre de 1989) es un futbolista mexicano que se desempeña en las posiciones de lateral izquierdo o defensa central. Actualmente juega en el SJK Seinäjoki de la Veikkausliiga.

## Trayectoria

### Atlas de Guadalajara
Comenzó jugando fútbol en el equipo de Atlas Fútbol Club, de las categorías inferiores en 1999 a la edad de 10 años, donde fue visoriado por un visor del equipo del Atlas de Guadalajara, al tener una gran actuación fue llevado a las Fuerzas Básicas del Atlas, donde jugó las categorías sub-13, sub-15, sub-17 y sub-20, al ser un referente en el equipo Sub-20, para el Clausura 2008 fue llevado a la pretemporada con el primer equipo, y fue registrado, sin embargo no tuvo minutos de juego y jugó con el Atlas Sub-20.
Para el Apertura 2008, fue nuevamente registrado con el equipo así como hacer la pretemporada en el primer equipo.
Debuta el 11 de octubre de 2008, en el Estadio Jalisco ante los rayados de Monterrey.

### Club de Fútbol Monterrey
Al finalizar el Clausura 2011, Atlas no requirió de sus servicios, y fue adquirido por los Rayados del Monterrey para el Apertura 2011, la transacción fue de 2 millones de dólares.
Se convirtió en titular indiscutible, inclusive llamó la atención de varios clubes como el Club Deportivo Guadalajara y el Club América, pero debido a su baja de nivel dejaron de fijarse en él.

### Tiburones Rojos de Veracruz
Por falta de minutos en Monterrey, fue cedido en calidad de Préstamo con los Tiburones Rojos de Veracruz, para el Apertura 2015.

### FF Jaro
En 2018 emigró al FF Jaro de la Segunda División de Finlandia.

### SJK Seinäjoki
Para 2020 firmó por un año con el SJK Seinäjoki de la Veikkausliiga, permaneciendo así en Finlandia.

## Selección nacional
En julio de 2012 fue incluido en la lista de 18 jugadores que representaron a México en el Torneo de Fútbol Masculino de los Juegos Olímpicos de Londres 2012, equipo con el cual obtendría la medalla de oro.

## Clubes
| Club                        | País      | Año             | Partidos | Goles | Media |
| --------------------------- | --------- | --------------- | -------- | ----- | ----- |
| Atlas de Guadalajara        | México    | 2008 - 2011     | 68       | 0     | 0     |
| Club de Fútbol Monterrey    | México    | 2011 - 2015     | 106      | 1     | 0.01  |
| Tiburones Rojos de Veracruz | México    | 2015 - 2017     | 10       | 1     | 0.1   |
| FF Jaro                     | Finlandia | 2018 - 2019     | 21       | 1     | 0.1   |
| SJK Seinäjoki               | Finlandia | 2020- Presente  | 0        | 0     | 0     |
| Total                       | Total     | 2008 - Presente | 205      | 3     | 0.02  |

## Palmarés

### Campeonatos nacionales
| Título  | Club     | País   | Año  |
| ------- | -------- | ------ | ---- |
| Copa MX | Veracruz | México | 2016 |

### Campeonatos internacionales
| Título                  | Club               | País Sede | Año       |
| ----------------------- | ------------------ | --------- | --------- |
| CONCACAF Liga Campeones | Monterrey          | México    | 2011-2012 |
| Juegos Olímpicos        | Selección mexicana | Londres   | 2012      |
| CONCACAF Liga Campeones | Monterrey          | México    | 2012-2013 |